# Fjellerad
Fjellerad is een plaats in de Deense regio Noord-Jutland, gemeente Aalborg. De plaats telt 375 inwoners (2008).